# Stockholmská aglomerace
Stockholmská aglomerace je oblast okolo hlavního města Švédska, Stockholmu. V roce 2020 v samotném Stockholmu žil necelý milión obyvatel (přes 9 % obyvatel Švédska), ve stockholmské městské oblasti žilo přibližně 1,6 miliónu obyvatel (cca 15 % obyvatel Švédska) a ve stockholmské metropolitní oblasti přibližně 2,4 miliónu obyvatel (cca 23 % obyvatel Švédska). Stockholm  a jeho aglomerace je kulturní, mediální, politické a ekonomické centrum Švédska. Region vytváří více než třetinu HDP Švédska. Současně patří mezi 10 regionů v Evropě s nejvyšším  HDP na obyvatele.
Vymezení regionu: stejně jako u jiných velkých měst, lze odlišit dvě zóny urbanizace a zahrnuté oblasti: 
- Stockholmská městská oblast (švédsky Stockholms tätort): zahrnuje 11 samosprávných obcí (municipalit), ovšem jen území některých obcí je do oblasti zahrnuto celé (viz tabulka 1 níže).
- Stockholmská metropolitní oblast (švédsky Storstockholm, doslova Velký Stockholm): zahrnuje mnohem větší území (26 samosprávných obcí) a mnohem více obyvatel.

## Stockholmská městská oblast
Stockholmská městská oblast (švédsky Stockholms tätort) je největší a nejlidnatější městská oblast ve Švédsku. V roce 2019 zde žílo téměř 1,6 miliónu obyvatel (1 593 426) na ploše 381,63 kilometrů čtverečních a průměrná hustota osídlení tak činila 4175 obyvatel na kilometr čtvereční. Oblast nemá žádné vlastní administrativní funkce, ale zahrnuje část nebo celé území 11 samosprávných obcí. Pouze ve třech případech (vlastní Stockholm, Solna a Sundbyberg) je zahrnuto celé území dané samosprávné obce (u tří dalších: Huddinge, Sollentuna a Tyresö je to přes 90 procent). Proto v tabulce 1 první číselný sloupeček (druhý celkem) udává počet obyvatel dané obce patřících do Stockholmské městské oblasti (SMO), další počet obyvatel celkem a poslední procentní podíl.
| Samosprávná obec (municipalita) | Obyvatel SMO | Obyvatel celkem | Podíl v % |
| ------------------------------- | ------------ | --------------- | --------- |
| Stockholm                       | 974 073      | 975 904         | 100,0     |
| Huddinge                        | 110 252      | 112 848         | 97,7      |
| Järfälla                        | 79 830       | 79 990          | 99,8      |
| Solna                           | 82 429       | 82 429          | 100,0     |
| Sollentuna                      | 68 835       | 73 857          | 93,2      |
| Botkyrka                        | 62 156       | 94 606          | 65,7      |
| Haninge                         | 53 599       | 92 095          | 58,2      |
| Tyresö                          | 44 370       | 48 333          | 91,8      |
| Sundbyberg                      | 52 414       | 52 414          | 100,0     |
| Nacka                           | 38 394       | 105 189         | 36,5      |
| Danderyd                        | 27 074       | 32 857          | 82,4      |
| Celkem                          | 1 593 426    | 1 750 522       | 91,0      |

## Stockholmská metropolitní oblast

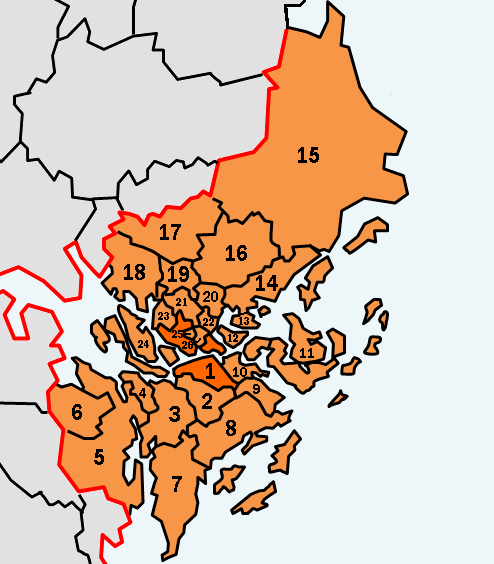
Schéma Stockholmské metropolitní oblasti

Stockholmská metropolitní oblast (švédsky Storstockholm, doslova Velký Stockholm) zahrnuje rozsáhlé území, které obklopuje hlavní město Švédska. Jaké území tam ještě spadá, a které již nikoli, ovšem nebylo dlouho jednoznačně určeno. Švédský statistický úřad (SCB: Statistics Sweden) proto v roce 2005 definoval, že sem patří celý kraj Stockholm, tedy území 26 samosprávných obcí (municipalit, švédsky kommuner). Kromě tohoto oficiálního dělení na 26 správních celků se tradičně dělí též na 5 oblastí: Stockholms innerstad (též Innerstaden, Inre staden: Stockholm centrum nebo Stockholm vnitřní město), Söderort: jižní Stockholm, Västerort: západní Stockholm, Södermanland (do kterého patří 9 municipalit, zjednodušeně můžeme říci jižní část) a Uppland (16 municipalit, zjednodušeně severní část) – viz též tabulka 2.
Tato tradiční označení Södermanland a Uppland jsou ovšem zejména pro cizince velmi matoucí. Pojem Södermanland zde znamená pouze území devíti samosprávných obcí (viz tabulka 2), které všechny leží na území kraje Stockholm (švédsky Stockholms län). V jiném kontextu se tím ovšem rozumí kraj Södermanland (švédsky Södermanlands län, krajské město Nyköping), jeden ze současných 21 územně-správních jednotek Švédska. Tento kraj leží jižně až jihozápadně od kraje Stockholm, a žádná jeho část nepatří do Stockholmské metropolitní oblasti. A do třetice, pojmem Södermanland se může rozumět též stejnojmenná historická provincie, jejíž území je částečně odlišné (Švédsko má 21 krajů, ale mělo 25 provincií).
Obdobně Uppland zde znamená pouze území šestnácti samosprávných obcí (opět viz tabulka 2), které všechny leží na území kraje Stockholm (švédsky Stockholms län). Současně je to označení historické provincie Uppland. Kraj stejného jména neexistuje, místo něj existuje kraj Uppsala (švédsky Uppsala län, krajské město rovněž Uppsala) a rozkládá se převážně severně od Stockholmu. Území kraje Uppsala se opět neshoduje s územím historické provincie Uppland a jedna její část nyní patří do kraje Stockholm (a pouze tyto obce jsou součástí metropolitní oblasti).
Ve Švédsku existují celkem tři metropolitní oblasti: v okolí měst Stockholm, Göteborg a Malmö. Stockholmská metropolitní oblast je s rozlohou přes 6524 kilometrů čtverečních a přibližně 2,6 milióny obyvatel největší nejen ve Švédsku, ale i v celé Skandinávii. Na druhém místě je Kodaňská aglomerace, která má necelých 2,1 miliónu obyvatel. Pojmem Kodaňská aglomerace se ovšem někdy označuje též celý Oresundský region, který zahrnuje aglomeraci Kodaně a region Zealand v Dánsku, aglomeraci Malmö ve Švédsku a ještě další přilehlé oblasti (celý Oresundský region pak má přes 4 milióny obyvatel). Vymezení této oblasti je ovšem značně neurčité a není podle žádné metodologie. Pokud oblast zúžíme na jasněji vymezenou dánskou a švédskou část, má společná oblast obou zemí kolem 3 miliónů obyvatel. Na třetím a čtvrtém místě jsou metropolitní oblasti Helsink ve Finsku a Osla v Norsku. Obě mají kolem 1,5 miliónu obyvatel.
| Samosprávná obec (municipalita) | Obyvatel (2020) | Rozloha (km2) | Hustota zalidnění | Oblast                                  |
| ------------------------------- | --------------- | ------------- | ----------------- | --------------------------------------- |
| Stockholm                       | 976 799         | 187,17        | 5219              | Stockholms innerstad Söderort Västerort |
| Huddinge                        | 113 115         | 131,01        | 863               | Södermanland                            |
| Botkyrka                        | 94 965          | 194,17        | 489               | Södermanland                            |
| Salem                           | 16 804          | 54,09         | 311               | Södermanland                            |
| Södertälje                      | 99 871          | 525,15        | 190               | Södermanland                            |
| Nykvarn                         | 11 218          | 152,76        | 73                | Södermanland                            |
| Nynäshamn                       | 28 789          | 358,76        | 80                | Södermanland                            |
| Haninge                         | 93 282          | 458,07        | 204               | Södermanland                            |
| Tyresö                          | 48 599          | 69,25         | 702               | Södermanland                            |
| Nacka                           | 106 145         | 95,12         | 1116              | Södermanland                            |
| Värmdö                          | 45 341          | 448,03        | 101               | Uppland                                 |
| Lidingö                         | 48 032          | 30,80         | 1559              | Uppland                                 |
| Vaxholm                         | 11 895          | 57,88         | 206               | Uppland                                 |
| Österaker                       | 46 455          | 312,40        | 149               | Uppland                                 |
| Norrtälje                       | 63 465          | 2016,04       | 31                | Uppland                                 |
| Vallentuna                      | 34 108          | 358,36        | 95                | Uppland                                 |
| Sigtuna                         | 44 174          | 327,40        | 135               | Uppland                                 |
| Upplands-Bro                    | 29 991          | 235,47        | 127               | Uppland                                 |
| Upplands Väsby                  | 47 179          | 75,09         | 628               | Uppland                                 |
| Täby                            | 67 519          | 60,72         | 1112              | Uppland                                 |
| Sollentuna                      | 73 915          | 52,64         | 1404              | Uppland                                 |
| Danderyd                        | 32 286          | 26,40         | 1223              | Uppland                                 |
| Järfälla                        | 80 924          | 53,81         | 1504              | Uppland                                 |
| Ekerö                           | 28 902          | 217,68        | 133               | Uppland                                 |
| Sundbyberg                      | 52 669          | 8,67          | 6075              | Uppland                                 |
| Solna                           | 82 921          | 19,30         | 4296              | Uppland                                 |
| Celkem                          | 2 389 923       | 6526,24       | 366               |                                         |